# NGC 853
NGC 853 je galaksija u zviježđu Kit.

## Vanjske poveznice
- SEDS: NGC 853